# Посёлок дома отдыха «Авангард»
До́ма о́тдыха «Аванга́рд» — посёлок в Серпуховском районе Московской области. Входит в состав сельского поселения Васильевское.

## Население
| 2002 | 2006 | 2010 |
| ---- | ---- | ---- |
| 424  | ↗466 | ↘360 |

## География

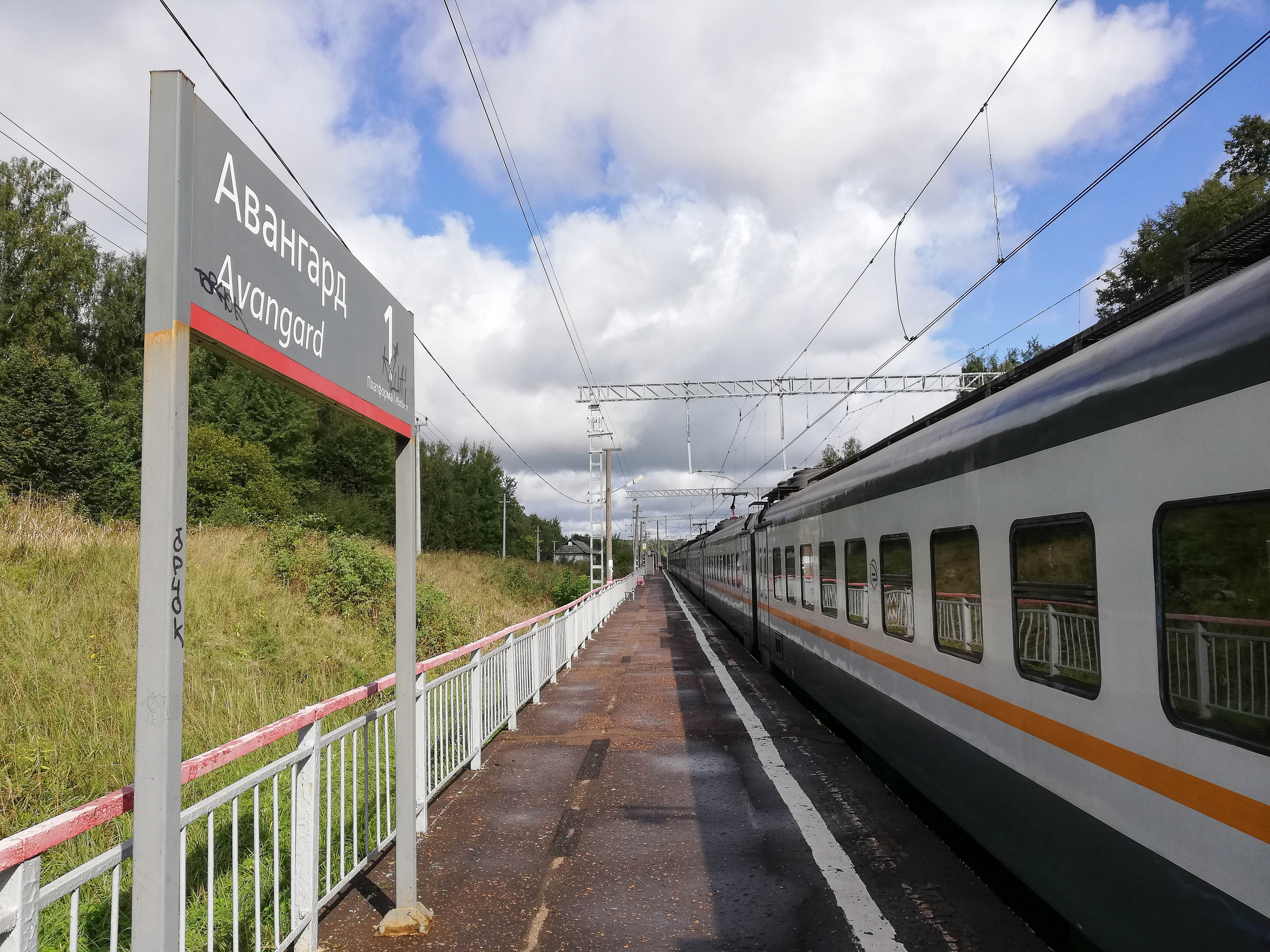
Остановочный пункт «Авангард»

Расположен на реке Каменка к северу от Серпухова в двух километрах от границы города. Сформировался как населённый пункт при доме отдыха «Авангард».
Соединён местными дорогами со старым Симферопольским шоссе (М2) и Серпуховской окружной дорогой, выходящей на федеральную трассу Крым. Через посёлок проходит железнодорожная линия Москва — Тула Московской железной дороги. В границах посёлка расположен остановочный пункт «Авангард» Курского направления МЖД, имеющая две боковых платформы.

## История

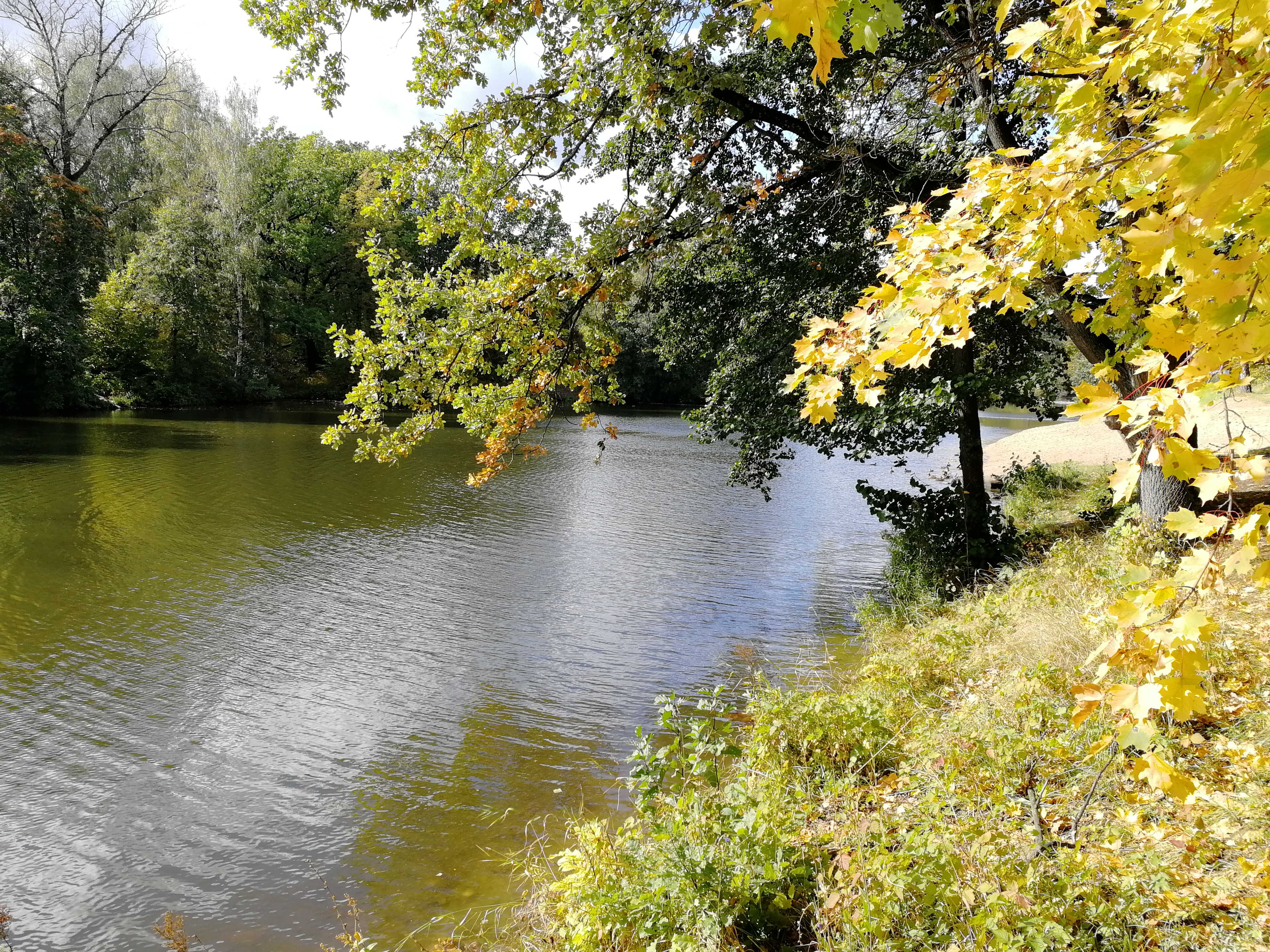
Парк с прудом бывшей усадьбы «Воздвиженское»

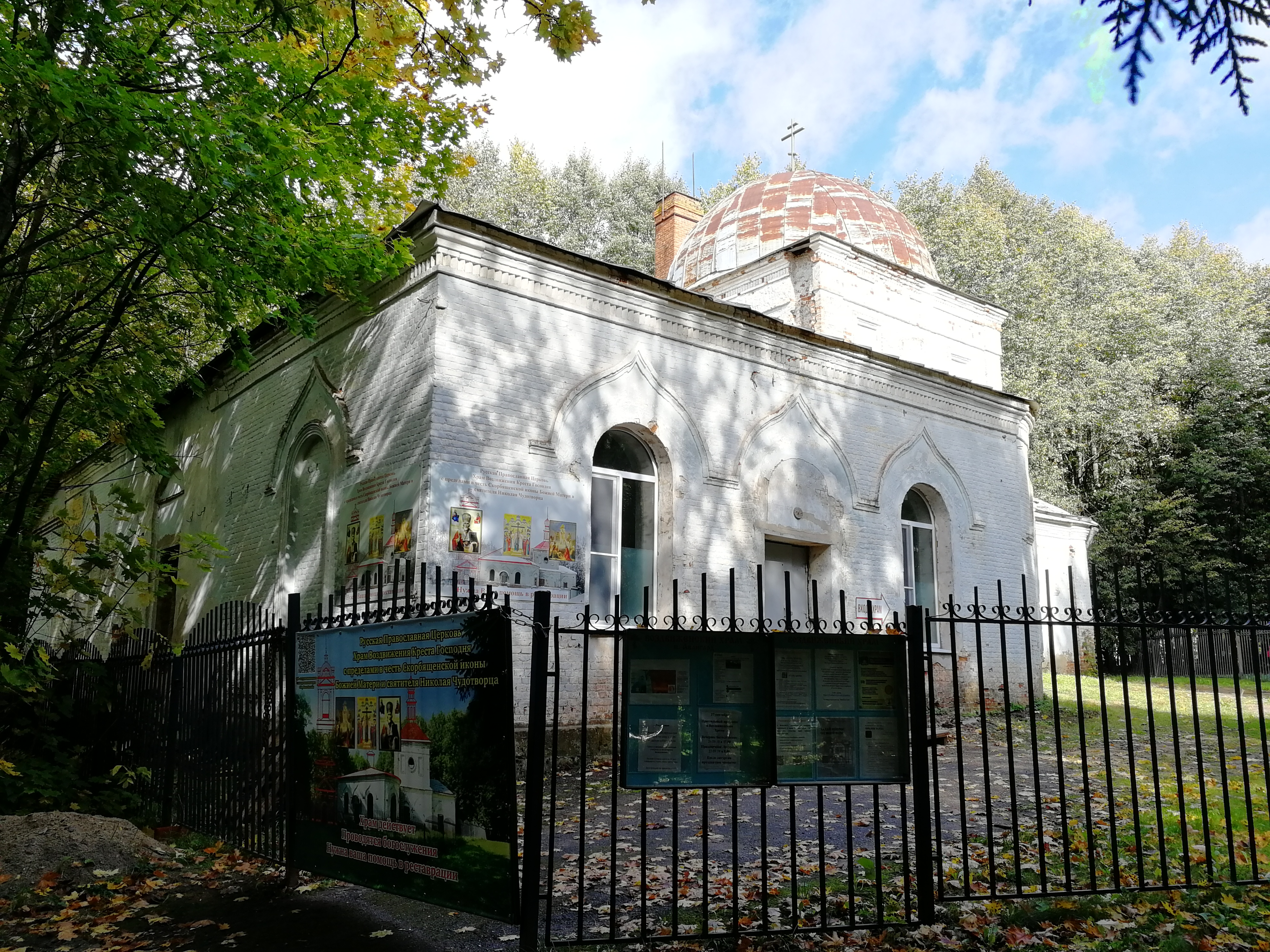
Храм Воздвижения креста Господня

Посёлок расположен на месте древнего Воздвиженского погоста. Землей к началу XVII века владеет церковь. С 1638 года землёй вместе с половиной села Лукино владеет Фёдор Семенович Беличев. В течение нескольких столетий хозяевами земли, а затем и усадьбы, в разные годы были: Иван Владычкин, Афанасий Иванович и Василий Иванович Владычкины, Василий Михайлович Лихарев, Михаил Иванович Пушкин, В. И. Рачинская, А. А. Фольт, И. П. Плетников, помещик Ягодин, Н. М. Федюкин, Л. А. Минакова, П. В. Кусков.
В 1994—2006 годах — центр Нефёдовского сельского округа.

## Достопримечательности
На территории дома отдыха «Авангард» расположены остатки дворянского имения «Воздвиженское» XVIII века. В числе достопримечательностей усадьбы:
- дом купцов Плетниковых с мезонином и балконами
- флигель службы
- оранжерея
- храм Воздвижения креста Господня (1787 года) с трапезной 2-й половины XIX века и приделами святителя Николая Мирликийского и иконы Божией Матери «Всех Скорбящих Радость»
- старинный липовый парк
- два пруда, разделённые плотиной